# Gattyana amondseni
Gattyana amondseni är en ringmaskart som först beskrevs av Anders Johan Malmgren 1867.  Gattyana amondseni ingår i släktet Gattyana och familjen Polynoidae. Arten är reproducerande i Sverige. Inga underarter finns listade i Catalogue of Life.